# 德薩林區
德薩林區，是海地的區，位於該國西部，由阿蒂博尼特省負責管轄，面積1,132.5平方公里，海拔高度272米，2015年人口412,906，人口密度每平方公里364.6人。